# ARM Cortex-A57
ARM Cortex-A57 — суперскалярний 64-бітний мікропроцесор компанії ARM Holdings.
Процесор забезпечує добрий баланс між продуктивністю і споживаною потужністю, може підтримувати 32-розрядні та 64-розрядні додатки.
Cortex-A57 забезпечує значно вищу продуктивність у порівнянні з успішним процесором Cortex-A7 і може використовуватись у пристроях з автономним живленням. Порівняно з молодшою версією ARM Cortex-A53 має більшу частоту та значно менше енергоспоживання, але на однакових тактових частотах дещо програє у продуктивності ARM Cortex-A53.

## Інциденти
В січні 2018 року було встановлено, що мікропроцесори Cortex-A57 мають уразливість Spectre.